# 凌辱看護婦学院
『凌辱看護婦学院』（りょうじょくかんごふがくいん）は、2001年6月29日にAnimより発売されたアダルトゲームである。

## 概要
新人ナースが勤務先の病院内で医師や患者達に凌辱されるストーリー。フランス書院文庫から刊行されている北原童夢の『凌辱看護婦学院』として出て、2001年にゲーム化となった。2007年7月13日にはリメイク版が発売された。

## 登場人物
※声優はゲーム / OVAの順。
朝倉 祐未
CV - 城内かすみ / 夕凪ななみ
青葉台総合病院で正看護婦を目指す新人看護婦。今まで男性と付き合った経験もない。
だが、初日早々河合主任と三浦部長からセクハラを受けてしまう。
温和で素直な性格。だが、やや気が弱く強引に迫られると断れない。
中山 理沙
CV - 南雲涼 / 同左
祐未のルームメイト。祐未に恋をするレズビアン。
祐未に対する三浦と河合のセクハラに怒りを感じ抗議をする。しかし、逆に2人に襲われその様子を撮られてしまう。 快活でサバサバした性格で、面倒見の良いお姉さんタイプ。
軽薄な三浦部長と付き合っている。三浦部長からの凌辱の果てに彼の子供を妊娠してしまう。
室田 早奈恵
CV - 須本綾奈 / 岩田由貴
祐未達より１つ先輩看護婦。気配り上手な良き先輩だがレズっ気があり、祐未に魅せられていく。 明るくおっとりとした性格。
河合 悦子
CV - 北都南 / 同左
仕事に厳しい看護婦主任。
外科部長の三浦と手を結び、院内で快楽に興じている。 稟とした雰囲気を持つが、普段の姿からは想像も付かないくらい性的には貪欲。
三浦 重雄
CV - 馬並硬太（OVA）
青葉台総合病院中年外科部長。祐未の肢体を狙っている。

## スタッフ
- 原画：安藤智也
- シナリオ：北原童夢
- ゲームBGM：I've

## 主題歌
- テーマソング「I pray to stop my cry」
  - 歌・作詞：KOTOKO
  - 作曲・編曲：高瀬一矢

## アダルトアニメ
2002年から2003年にかけて、『清純看護学院 新人ナース“祐未”恥虐の看護実習』のタイトルで発売された、全3巻。
その他キャスト
- 工藤孝之 - 杉崎和哉
- 山本 - 杉野博臣
- 船戸 - 重谷麻也
- 松崎 - 五反田正人
- ナレーション - 桜井ミウ

発売日
- 1時姦目（2002年10月25日）
- 2時姦目（2003年2月28日）
- 3時姦目（2003年5月30日）